# Eulenspiegel (czasopismo)
Eulenspiegel – wschodnioniemieckie, później niemieckie, ilustrowane czasopismo satyryczne założone 15 kwietnia 1946.